# Heilig Kruiskerk (Lebbeke)

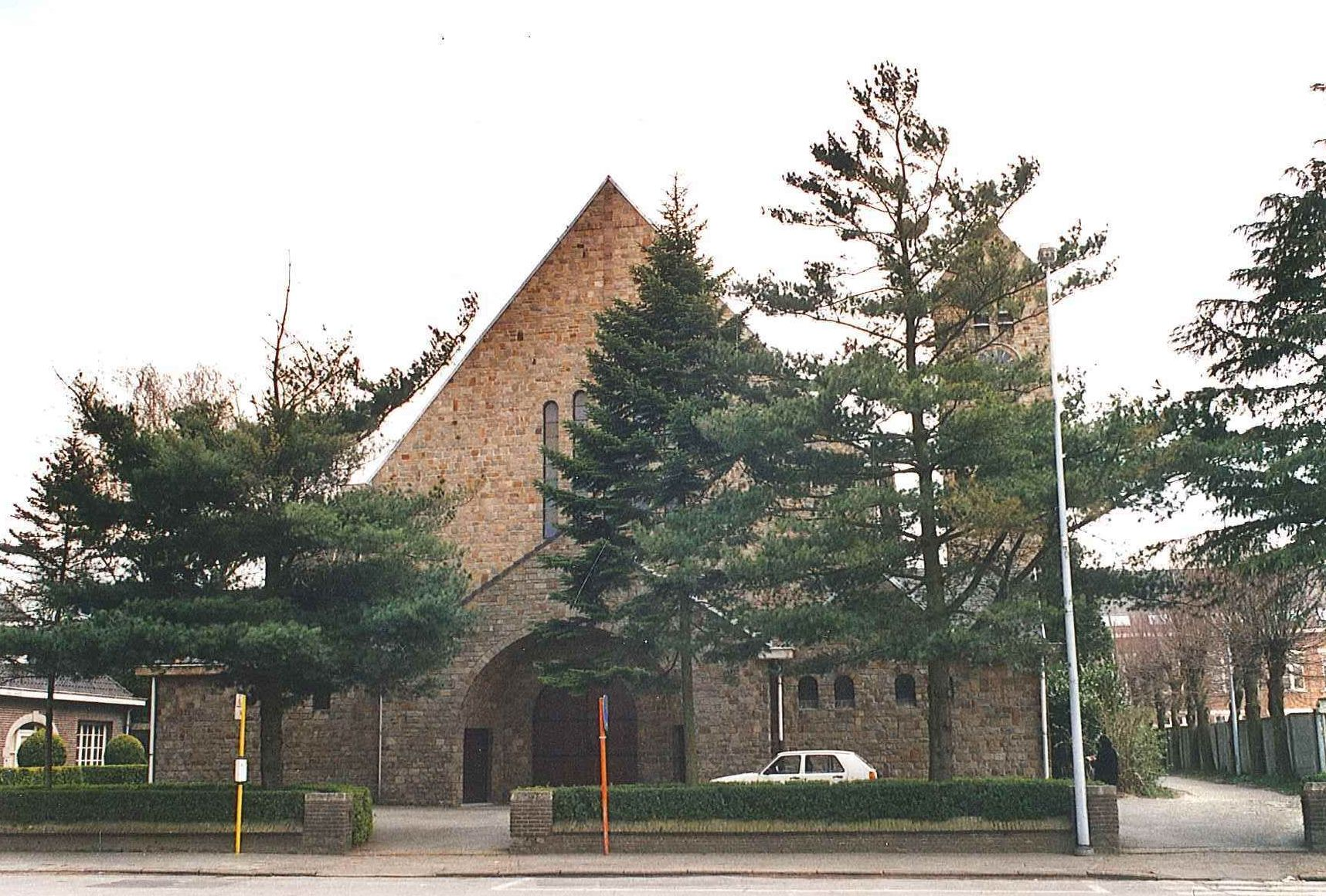
Heilig Kruiskerk

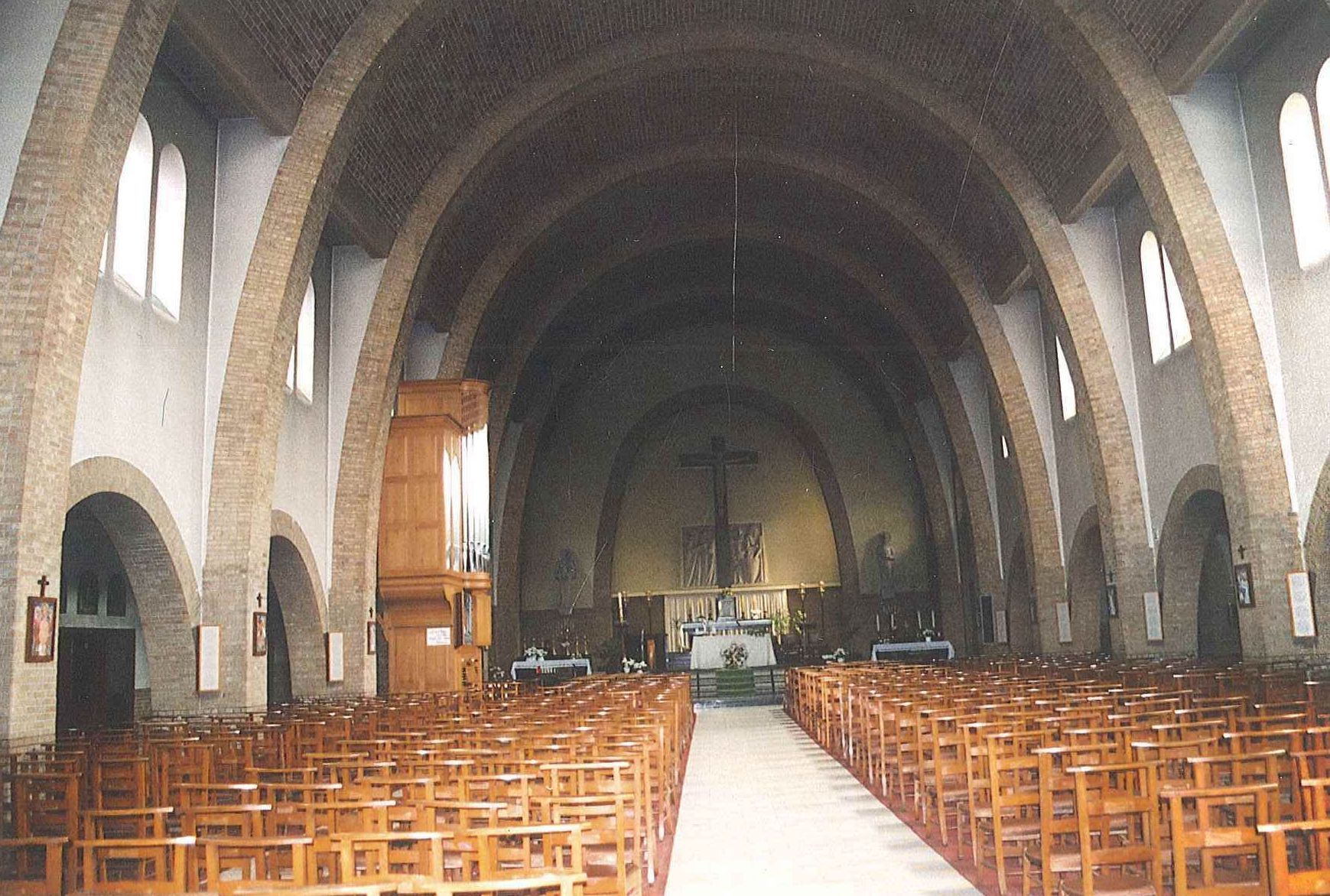
Interieur

De Heilig Kruiskerk is een rooms-katholiek kerkgebouw in de Oost-Vlaamse plaats Lebbeke, gelegen aan de Lange Minnestraat 63.
Deze kerk werd, naar ontwerp van Henri Valcke, gebouwd in 1935-1936 en ook in 1936 werd de kerk verheven tot parochiekerk. Het is een driebeukige basilicale kerk gebouwd in breuksteen. De klokkentoren, op vierkante plattegrond en onder zadeldak, staat naast de kerk en heeft drie verdiepingen.
Het interieur kenmerkt zich door paraboolbogen.
De kerk werd uiteindelijk onttrokken aan de eredienst. In 2018 nam de gemeente Lebbeke de kerk in erfpacht. Hierna werden er door lokale verenigen initiatieven opgezet om de kerk een nieuwe bestemming te geven. Momenteel huisvest de kerk het mamadepot van Ferm, Tafeltennisclub Hof Ter Burst, De scouts en chiro van het Heilig Kruis, De Clemangskes, ... . Vereniging "De Kroïsbestuiving" houdt zich bezig met de ontwikkeling van een visie rond het gebouw. 
In een zijbeuk werd recent ook een radiomuseum ingericht. 